# Gaithersburg
La ville de Gaithersburg est située dans le comté de Montgomery, dans l’État du Maryland, aux États-Unis. En 2010, elle comptait 59 933 habitants, ce qui en fait la cinquième ville de l’État après Baltimore, Columbia, Rockville (le siège du comté) et Frederick.

## Économie
Elle abrite le siège du National Institute of Standards and Technology.

## Démographie
| Groupe                           | Annapolis | Maryland | États-Unis |
| -------------------------------- | --------- | -------- | ---------- |
| Blancs                           | 50,8      | 58,2     | 72,4       |
| Asiatiques                       | 16,9      | 5,5      | 4,8        |
| Afro-Américains                  | 16,3      | 29,4     | 12,6       |
| Autres                           | 10,8      | 3,6      | 6,2        |
| Métis                            | 4,8       | 2,9      | 2,9        |
| Amérindiens                      | 0,5       | 0,4      | 0,9        |
| Total                            | 100       | 100      | 100        |
|                                  |           |          |            |
| Hispaniques et Latino-Américains | 24,2      | 8,1      | 16,7       |

Selon l'American Community Survey, pour la période 2011-2015, 53,43 % de la population âgée de plus de 5 ans déclare parler anglais à la maison, alors que 20,48 % déclare parler l'espagnol, 6,00 % une langue chinoise, 2,96 % une langue africaine, 2,16 % le français, 1,61 % le tagalog, 1,57 % le russe, 0,53 % le tagalog, 1,39 % le coréen, 1,03 % le perse, 0,88 % le vietnamien, 0,67 % l'hindi, 0,52 % l'ourdou et 7,30 % une autre langue.

## Personnalités
- Waverly B. Woodson Jr. (1922-2005), médecin militaire américain, qui s'illustre lors de la bataille de Normandie pendant la Seconde Guerre mondiale, mort à Gaithersburg.